# Comac (organizzazione giovanile)
Il Comac è l'organizzazione giovanile del Partito del Lavoro del Belgio, fondata nel 2001.
Possono iscriversi al Comac i giovani di età compresa tra 14 e 30 anni.
È un'organizzazione rivoluzionaria, e sostiene la necessità del superamento del sistema capitalistico e del passaggio al sistema economico socialista.
Il Comac nasce come fusione di tre organizzazioni giovanili: il Mouvement marxiste leniniste, il Marxistisch-Leninistische Beweging e il Rode Jeugd.
Il Comac è membro della Federazione Mondiale della Gioventù Democratica e partecipa all'Incontro Europeo delle Gioventù Comuniste.